# Volksuniejongeren
De Volksuniejongeren (VUJO) was de politieke jongerenorganisatie van de Vlaamse politieke partij Volksunie (VU).

## Geschiedenis
De jongerenorganisatie werd opgericht door het hoofdbestuur van de Volksunie op 23 augustus 1957, met Jules van Boxelaer als eerste nationaal voorzitter.
De organisatie stelde evenwel niet veel voor, en de Antwerpse provinciaal VUJO-voorzitter Karel Dillen verklaarde eind 1957 dat er helemaal geen werking bestond. De feitelijke oprichting van de VUJO dateert van 1968, met als eerste nationale actie de deelname aan de anti-atoommars.
De VUJO bleef lange tijd zonder enige invloed binnen de partij. In 1974 verscheen voor het eerst hun eigen blad Wij-Jongeren en vanaf 1976 kreeg de VUJO drie vertegenwoordigers in de partijraad. Onder het voorzitterschap van Johan Sauwens organiseerde men de eerste Vredesfietseling, een fietstocht van Voeren naar Diksmuide, om naar eigen zeggen de boodschap van de IJzerbedevaart uit te dragen.
In de jaren zeventig werd bij de Volksuniejongeren (VUJO) het idee gelanceerd van integraal federalisme, wat later een van de ideologische pijlers van Spirit zou worden. Later pleitte VUJO ook voor een republiek Vlaanderen, waarmee ze verder gingen dan het federalisme van de VU. Ze waren voorstander voor meer sociale accenten in het programma van de partij en wezen een louter communautaire vereniging af.
Op 13 oktober 2001 viel de Volksunie bij een intern referendum uit elkaar in drie groepen: Vlaams-Nationaal rond Geert Bourgeois (47,18%), de Toekomstgroep rond Bert Anciaux (22,63 %) en Niet Splitsen, de middengroep rond Johan Sauwens en Nelly Maes (30,18 %). Na het referendum werd bij de Volksuniejongeren met grote meerderheid beslist integraal op te gaan in de structuren van de Toekomstgroep.

### Voorzitters
| Voorzitter(s)        | Periode   |
| -------------------- | --------- |
| Jules van Boxelaer   | 1957-1968 |
| Nic Van Bruggen      | 1968-1969 |
| Nelly Maes           | 1969-1974 |
| Hugo Coveliers       | 1974-1976 |
| Johan Sauwens        | 1976-1979 |
| Freddy Seghers       | 1979-1982 |
| Joris Roets          | 1982-1984 |
| Bart De Nijn         | 1984-1985 |
| Bart Tommelein       | 1985-1989 |
| Walter Muls          | 1989-1992 |
| Geert Lambert        | 1992-1995 |
| Sigurd Vangermeersch | 1995-1999 |
| Kristin De Winter    | 1999-2000 |
| Klaas Van Audenhove  | 2001-2003 |